# Matusadona-Nationalpark
Der Matusadona-Nationalpark liegt am Kariba-Stausee zwischen dem Fluss Sanyati und dem Ort Siyakobvu in Nord-Simbabwe. Er ist eines von mehreren Naturschutzgebieten rund um den Karibasee.

## Geografie
Der Park liegt in der Provinz Mashonaland West, im Distrikt Kariba (Nyaminyami). Er hat eine Fläche von etwa 1400 km² Zwei Drittel liegen südlich des Talhanges zum Sambesi, der durch die bis zu 1200 m hohen Matusviadonha-Hügel, die Namensgeber für den Park waren, gebildet wird.

## Tourismus
Er stellt eine der weniger bekannten Parks des südlichen Afrika dar. Der Park ist touristisch wenig erschlossenen und schlecht erreichbar. Unterkünfte gibt es nur wenige. Im Park lebt das vom Aussterben bedrohte Spitzmaulnashorn. Die erste geographische Kartierung des Madusadona-Nationalparks erfolgte im Jahre 2002.
Der beste Zugang zum Park besteht vom Ort Kariba mit Booten über den Kariba-Stausee. Zur Fauna des Sees gehören Krokodile, Flamingos, Elefanten, Giraffen, schwarze Nashörner, Antilopen und Fischadler. Auch viele Tiere des semiariden Busch- und Graslandes des Parks kommen hierher zur Tränke.
In dem etwa 5500 km² großen Stausee gibt es viele Inseln, die teilweise zum Nationalpark gehören. Im Ort Kariba können Hausboote mit Personal gemietet werden.

## Operation Noah
Ein Großteil der etwa 7000 Tiere, die während des Auffüllens des Stausees nach seiner Erbauung durch die Operation Noah gerettet wurden, kamen im Nationalpark wieder frei, der nun große Populationen fast aller das Sambesital bevölkernden Säugetierarten besitzt. In der Trockenzeit fallen vor allem die Afrikanischen Büffel auf, die in Herden von bis zu 1000 Tieren an der Küstenlinie zusammenkommen.

## Mensch-Tier-Konflikte
Es kommt zunehmend zu Konflikten zwischen der Bevölkerung und vor allem Elefanten. Es wurden neben der wachsenden Bevölkerung im Distrikt, sie stieg zwischen 2002 und 2022 von 34.974 auf 45.774 an, weitere Faktoren ausgemacht. Dennoch ist die Einstellung zum Schutz der Elefanten in den umliegenden Gebieten grundsätzlich positiv.